# Suzanne Communal Cemetery Extension
Suzanne Communal Cemetery Extension is een Britse militaire begraafplaats met gesneuvelden uit de Eerste Wereldoorlog, gelegen in het Franse dorp Suzanne (departement Somme). De begraafplaats werd ontworpen door Arthur Hutton en grenst aan de zuidoostelijke rand van de gemeentelijke begraafplaats. Ze ligt op ruim 300 m ten noordwesten van het dorpscentrum (Église Saint-Rémy) en heeft een nagenoeg rechthoekig grondplan met een oppervlakte van 981 m². Een haag markeert de gemeenschappelijke  grens met de gemeentelijke begraafplaats en de drie andere zijden bestaan uit een natuurstenen muur, afgedekt met rechtopstaande breukstenen. De toegang bestaat uit een enkelvoudig metalen hekje in de westelijke hoek van de begraafplaats. Het Cross of Sacrifice staat centraal tegen de zuidoostelijke muur. 
Er liggen 155 doden begraven. De begraafplaats wordt onderhouden door de Commonwealth War Graves Commission.
Ruim 1,5 km noordelijker ligt Suzanne Military Cemetery No.3.

## Geschiedenis
Suzanne werd in de zomer van 1915 ingenomen door Britse troepen, maar in maart 1918 werd het tijdens het Duitse lenteoffensief door hen veroverd. Op 26 augustus 1918 werd het dorp door de 3rd Australian Division heroverd. 
De begraafplaats werd aanvankelijk aangelegd door Franse troepen, daarna van augustus 1915 tot januari 1917 gebruikt door de Britten, in maart 1918 overgenomen door de Duitsers en opnieuw door Britse eenheden gebruikt in augustus en september 1918. 
De graven van 387 Franse en 71 Duitse soldaten werden overgebracht naar andere begraafplaatsen. 
Er liggen nu 141 Britten en 14 Australiërs. 

## Graven
- sergeant T. Lockley (Cheshire Regiment) werd onderscheiden met de Distinguished Conduct Medal (DCM).
- Robert William Adamson, kanonnier bij de Royal Field Artillery was 17 jaar toen hij op 16 juni 1916 sneuvelde.
- soldaat J. Stoneley diende onder het alias J. Stonier bij het Cheshire Regiment.